# Malence (Borovniščica)
Malence je potok, ki izvira v bližini naselja Borovnica in se kot levi pritok izliva v potok Borovniščica, ta pa se na Ljubljanskem barju kot desni pritok izliva v Ljubljanico.